# 1995年ポルトガル議会選挙

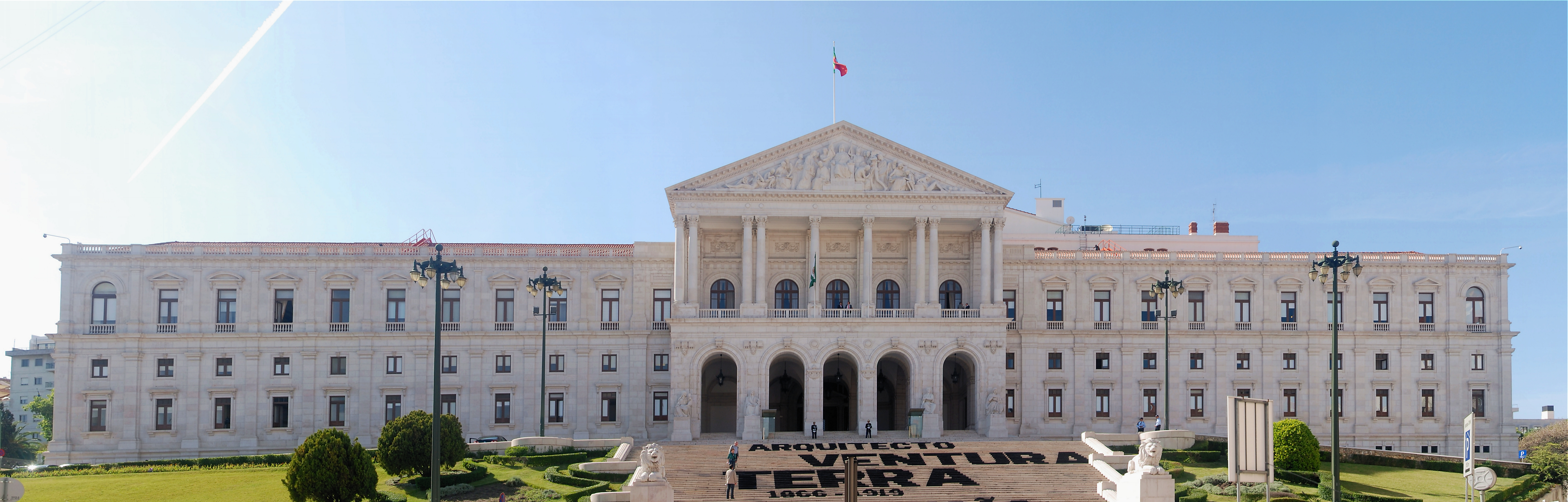
共和国議会議事堂（サン・ベント宮殿）

1995年ポルトガル議会選挙（1995ねんぽるとがるぎかいせんきょ、ポルトガル語：Eleições legislativas portuguesas de 1995）は、ポルトガル共和国の立法府である共和国議会（Assembleia da República）を構成する議員を選出するため、1995年10月1日に行われた選挙である。

## 概要
共和国議会議員の任期満了に伴って行われた選挙で、ポルトガル第三共和政では8回目の選挙となった。

## 選挙制度
- 議会定数：230議席
- 議員任期：4年（但し、議会が解散された場合は任期満了前に議員資格を失う）
- 選挙制度[1]：比例代表制（拘束名簿式）
  - 有権者は政党に投票
  - 選挙区毎にドント式で各政党に比例配分
  - 議席阻止条項は無し
- 選挙区[2]：22選挙区（2～48名）
  - ポルトガル本土：18選挙区
  - アゾレス諸島：1選挙区
  - マデイラ諸島：1選挙区
  - 国外欧州内選挙区：1選挙区
  - 国外欧州外選挙区：1選挙区
- 有権者：選挙権と被選挙権は共に18歳以上のポルトガル国民

## 選挙結果
- 投票日：1995年10月1日
- 有権者数：8,906,608名[3]

| 党派                           | 得票数     | 得票率     | 議席数 |
| ------------------------------ | ---------- | ---------- | ------ |
| 社会党（PS）                   | 2,583,755  | 43,76      | 112    |
| 社会民主党（PPD/PSD）          | 2,014,589  | 34,12      | 88     |
| 民主社会中道・人民党（CDS-PP） | 534,470    | 9,05       | 15     |
| 統一民主同盟（CDU）            | 506,157    | 8,57       | 15     |
| その他の政党                   | 152,790    | 2.58       | 0      |
| 白票                           | 45,793     | 0.78       | ―      |
| 無効票                         | 67,300     | 1.14       | ―      |
| 合計                           | 5,904,854  |            | 250    |
| 男性当選者                     | 男性当選者 | 男性当選者 | (200)  |
| 女性当選者                     | 女性当選者 | 女性当選者 | (30)   |

- 投票率：66.30％
- 出典：
  - CNE Assembleia da República - 01/10/1995 Votação por Partido - Resultados Nacionais。
  - PORTUGAL parliamentary elections Assembleia da Republica 1995（IPU 列国議会同盟）

開票の結果、全国でまんべんなく得票を重ねたPSが与党PSDを30議席以上も上回って第一党となった。この結果、1985年に政権を失って以来PSは10年ぶりに政権に返り咲くことになった。PSの勝因としては、①10年に及ぶPSDによる長期政権で国民が変化を望んでいたこと、②PSD政権の緊縮財政政策による景気回復の遅れ、③PSD政権が抜本的な失業対策に欠けていた。―などが挙げられている。10月12日、ソアレス大統領は、PS書記長であるアントニオ・グテーレスを正式に首相に指名し、10年間に及ぶPSD政権にピリオドが打たれた。
選挙結果とは直接の関係はないが、ソウルオリンピック女子マラソンの金メダリストであるロザ・モタがPSから出馬して当選を果たしている。